# Guglielmo Donati
Guglielmo Donati (Faenza, 7 gennaio 1909 – 24 maggio 1971) è stato un politico italiano, presente in Senato dalla III alla V legislatura, eletto per la Democrazia Cristiana nel collegio di Forlì nel 1963 col 38% delle preferenze.

## Biografia
Presente nel II Governo Leone e nel II Governo Rumor, in entrambi i Governi ricoprì la Carica Istituzionale di Sottosegretario di Stato alla Difesa:
- dal 26 giugno 1968  al 12 dicembre 1968 nel II Governo Leone
- dal 7 agosto 1969  al 27 marzo 1970 nel II Governo Rumor